# Xysticus seserlig
Xysticus seserlig är en spindelart som beskrevs av Dmitri Viktorovich Logunov och Yuri M. Marusik 1994. Xysticus seserlig ingår i släktet Xysticus och familjen krabbspindlar. Inga underarter finns listade i Catalogue of Life.